# Edward de Vere, 17:e earl av Oxford
Edward de Vere, 17:e earl av Oxford, född 12 april 1550 på Heddingham Castle, död 24 juni 1604 på Brooke House, var en engelsk hovman, dramatiker, poet, idrottsman och kulturmecenat. Det är känt att han understödde minst två skådespelartrupper, Oxford's Men och Oxford's Boys, och även ett sällskap av musiker. Han föddes på Hedingham Castle som äldste son till den 16:e earlen av Oxford och dennes hustru Margery, född Golding.  
Oxford var en av sin tids mest inflytelserika och framstående kulturmecenater och under hans levnad publicerades 33 större verk som var tillägnade honom, bland annat skrifter om religion, filosofi, medicin och musik. Hans främsta intresse var dock skönlitteraturen och 13 romaner, antingen originalverk eller översättningar, publicerades med earlen av Oxford angiven som beskyddare. Bland de författare som dedicerade sina verk till honom återfinns till exempel Edmund Spenser, Arthur Golding, John Lyly, Anthony Munday och Thomas Churchyard, de tre senaste författarna var även periodvis anställda av honom. Han understödde även musiker, till exempel kompositörerna William Byrd och John Farmer. Hans omfattande kultursponsring i kombination med vanskötseln av earlens egendomar tvingade fram en försäljning av hans ärvda landområden. År 1586 tillerkände drottning Elisabet I Oxford ett årligt underhåll på 1000 pund. År 1585 utsåg hon honom till en av sina befälhavare i Flandern och han fick även militära uppdrag år 1588 i samband med den spanska armadan.
Idag figurerar Edward de Vere, 17:e earl av Oxford, i många teorier som den verklige författaren bakom de verk som tillskrivs William Shakespeare, ett påstående som tillbakavisas av de flesta historiker och litteraturvetare, men som också får stöd från flera forskare och teaterhistoriker.

## Barndom och uppväxt

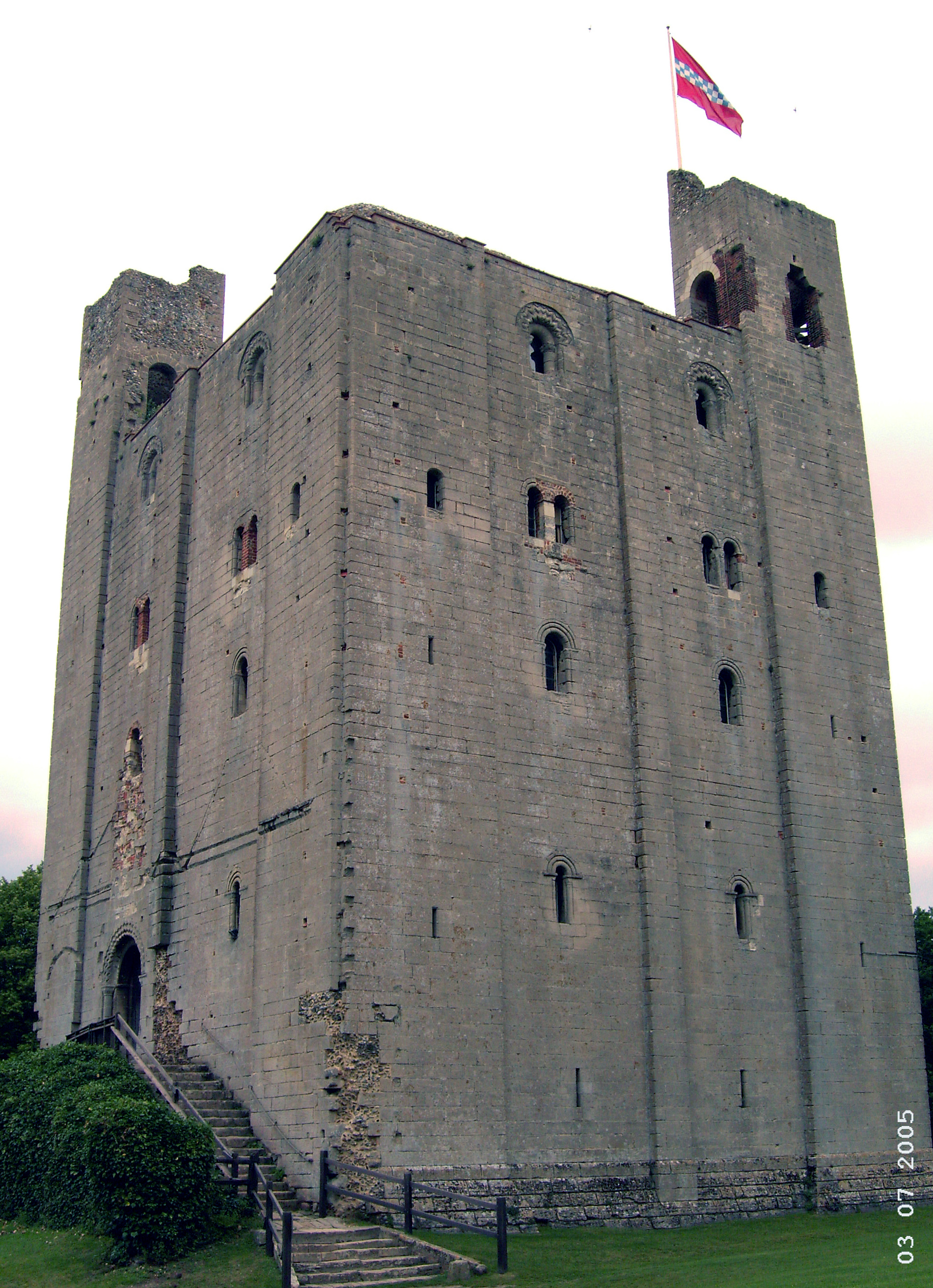
Edward de Vere föddes på Hedingham Castle.

Under sin uppväxt fick Edward de Vere den bästa undervisningen, av de främsta lärarna, som England kunde uppbringa under den elisabetanska epoken. Den förste informatorn som anställdes åt honom var statsmannen och forskaren sir Thomas Smith, som tidigare verkat som lärare vid universitetet i Cambridge. Under denna period, från år 1554 fram till drottning Marias död, var de främst bosatta på herrgården Ankerwycke , som låg i övre delen av Thames Valley. Smith undervisade sannolikt sin elev i de ämnen han själv var mest intresserad av; juridik, forngrekiska och latin, antik kultur, hortikultur, astronomi och astrologi, medicin och falkjakt. När Smith kallades till London för att ingå i den grupp tjänstemän som skulle förbereda Elisabets trontillträde skrev de Vere in sig vid Smiths alma mater, Queens' College i Cambridge, där han studerade de närmaste fem månaderna. Under denna tid hade han dessutom ännu en forskare från Cambridge som informator, Thomas Fowle, som i vanliga fall undervisade vid St. John's College, Cambridge.
När hans far avled den 3 augusti 1562 efterträdde den tolvårige Edward de Vere honom som den 17:e earlen och som Lord Great Chamberlain av England, ett ärftligt ämbete som inbringade en årlig inkomst på ungefär 2250 pund.
Då familjen innehade kronojord, och hörde till rikets pärer, blev den unge Oxford enligt lagen om kronovasaller placerad under kronans förmyndarskap. Drottningen lät placera den omyndige earlen hos sin främste minister och ledaren av drottningens Privy Council, William Cecil. Med tanke på Oxfords senare engagemang i teatern är det intressant att notera att Cecil av många forskare pekats ut som förebilden för Polonius i Hamlet. En kort tid efter den 16:e earlens död gifte änkan, Margery, om sig med en medlem av kungens hedersvakt; en man vid namn Charles Tyrrell. Margery Tyrrell avled fem år senare, den 2 december 1568. Oxfords styvfar, Charles Tyrrell, avled år 1570 och i sitt testamente utsåg han styvsonen och dennes syster, Mary de Vere, till sina arvingar.
Som kunglig myndling, under William Cecils överinseende, studerade earlen franska, latin, välskrivning, teckning, geografi, astronomi, dans, ridning och jakt. På Cecil House undervisades han av Laurence Nowell, en av grundarna av anglosaxiska studier. Nowell var earlens informator år 1563, samma år som Nowell undertecknade den enda kända kopian av manuskriptet till Beowulf, som också blivit känd under namnet "Nowell Codex". Oxford kan också ha hjälpt sin morbror Arthur Golding med att genomföra den första översättningen till engelska av Ovidius Metamorfoser. År 1564, medan de båda bodde på Cecil House vid the Strand, skrev Golding om sin systerson i episteln Th’ Abridgement of the Histories of Trogus Pompeius, collected and written in the Latin tongue by the famous historiographer Justin:
| ” | Svenska, översättning: Det är inte okänt för andra, och jag har även erfarit själv, att Ers Nåd har en stark naturlig önskan att läsa, kommunicera och ha utbyte av andra människor, såväl som av historierna om det avlägset förflutna och händelser för länge sedan, men även av hur saker ligger till i våra egna dagar, och detta inte utan en viss slående spiritualitet och mogenhet vad gäller insikterna. Engelska, original: It is not unknown to others, and I have had experience thereof myself, how earnest a desire Your Honor hath naturally graffed in you to read, peruse, and communicate with others, as well as the histories of ancient times and things done long ago, as also the present estate of things in our days, and that not without a certain pregnancy of wit and ripeness of understanding. (STC 24290) | „ |

Under drottningens besök vid universiteten tilldelades Edward de Vere, earl av Oxford, först en filosofie kandidatexamen från Cambridge den 10 augusti 1564 och sedan en filosofie magisterexamen från Oxford den 6 september 1566. Den 1 februari 1566 erhöll han en plats vid Gray's Inn, där han studerade juridik. Alan Nelson, en av de historiker som skrivit biografier över earlen av Oxford, menar att eftersom akademiska titlar delades ut till en stor mängd adelsmän under dessa kungliga besök ska de betraktas snarare som hederstitlar än som mått på någon form av akademisk prestation. Denna åsikt kritiseras dock av många andra historiker, som pekar bland annat på vad John Brooke skrev i sin epistel The Staff of Christian Faith, som publicerades år 1577: 
| ” | Svenska, översättning: Det är så att alla människor menar att ingen kan vara mer lämpad för mecenatskap och beskyddande av lärdom än den som själv är lärd. Denne besitter både vishet och omdöme. Jag känner väl till att Ers Nåd alltid, även vid ung ålder, har strävat efter att införskaffa så god lärdom som möjligt är, vilket även universitetet i Cambridge vidkänt då de tillerkänt er en sådan titel och erkännande därtill vilket också var fullt i linje med vad er utmärkta bildning och era dygder gjort er förtjänt av. Härigenom har alltså Cambridge, all bildnings moder, tillkännagivit åt låtit alla människor veta att Ers Nåd genom er bildning blivit ett gott och säkert omdöme om, och en trygg hamn för, lärdom och bildning varför jag känner att jag med trygghet och lugn kan överlämna dessa mina enkla och otillräckliga arbeten i era händer. (STC 12476) Engelska, original: For if in the opinion of all men, there can be found no one more fitte, for patronage and defence of learning, then the skilfull: for that he is both wyse and able to iudge and discerne truly thereof. I vnderstanding righte well that your honor hathe continually, euen from your tender yeares, bestowed your time and trauayle towards the attayning of the same, as also the vniuersitie of Cambridge hath acknowledged in graunting and giuing vnto you such commendation and prayse thereof, as verily by righte was due vnto your excellent vertue and rare learning. Wherin verily Cambridge the mother of learning, and learned men, hath openly confessed: and in this hir confessing made knowen vnto al men, that your honor being learned and able to iudge as a safe harbor and defence of learning, and therefore one most fitte to whose honorable patronage I might safely commit this my poore and simple labours. | „ |

Den 23 juli 1567 dödade den då sjuttonårige earlen, genom en olyckshändelse, en obeväpnad assisterande kock, Thomas Brincknell, medan han övade fäktning. Vid det rättsliga förhöret efter denna händelse slog coronern fast att Brincknell varit berusad och att detta fått honom att kasta sig på Oxfords svärd. Domslutet blev därför självmord.

## Kulturmecenat
Edward de Vere, 17:e earl av Oxford var en av de ledande beskyddarna och sponsorerna av konst och kultur i det elisabetanska England. Åtminstone 34 större verk inom litteratur, historia, filosofi, teologi, musik, militärstrategi och medicin har överlevt som är tillägnade earlen. Historikern Steven W. May kallar Oxford en "adelsman med utomordentliga intellektuella intressen och åtaganden" vars levnadsverk uppvisar "ett livslångt engagemang för bildning". May fortsätter: "Bredden på Oxfords verksamhet som kulturmecenat är lika imponerande som innehållet. Med början kring år 1580 blev han högste beskyddare av flera teatersällskap, såväl traditionella sådana som en trupp akrobater. Av de 33 större verk som är tillägnade earlen avhandlar sex stycken religion och filosofi, två handlar om musik och tre om medicin. Huvudsakligen intresserade han sig dock för skönlitteraturen, och 13 av de verk som tillägnats earlen av Oxford är översättningar av klassiska litterära verk. Till dessa verk hör: Thomas Underdowns inflytelserika historiska roman Aethiopica (1569), den första översättningen från latinet av Baldassare Castigliones The Book of the Courtier (1571),Thomas Bedingfields (1573) översättning av Jerome Cardans de Comforte (ibland benämnd  "Hamlet's Book"),   John Lylys andra roman om Euphues, Euphues and His England (1580), Thomas Watsons Hekatompathia (1581), och den första handbok i hur man skriver brev som använde brev författade på engelska som exempel (Angel Days English Secretary, 1586).

## Åren vid hovet
Den 1 juli år 1562 skrev den 16:e earlen under ett förlovningskontrakt som innebar att Edward de Vere trolovades med en dotter till Henry Hastings, 3:e earl av Huntingdon. När Oxford blev kunglig myndling fick dock detta kontrakt förfalla, och han gifte sig istället den 16 december år 1571 med Lord Burghleys femtonåriga dotter Anne Cecil — ett överraskande val då earlen tillhörde en av de äldsta och ädlaste familjerna i England, medan Anne ursprungligen inte ens var av adlig börd då hennes far först samma år upphöjts till pär av England, av drottning Elisabet. En av anledningarna till att drottningen valde att upphöja Cecil vid detta tillfälle var just att möjliggöra lämpliga giften för hans barn. Det föddes fem barn i äktenskapet mellan Oxford och Anne Cecil, en son och en dotter som båda dog vid späd ålder, samt tre döttrar som levde till vuxen ålder. Dessa tre döttrar gifte alla in sig i den engelska högadeln, the peerage: Elizabeth gifte sig med William Stanley, 6:e earl av Derby; Bridget gifte sig med Francis Norris, 1:e earl av Berkshire; och Susan gifte sig med Philip Herbert, 4:e earl av Pembroke och Montgomery, en av de  “incomparable paire of brethren” som William Shakespeares First Folio  senare kom att dediceras till. Strax efter sitt bröllop blev den då 22-årige earlen av Oxford förklarad myndig att tillträda sina egendomar. Myndighetsförklaringen undertecknades av drottningen den 30 maj 1572.
Under 1570-talet var earlen av Oxford en av de mest framträdande personligheterna vid drottning Elisabets hov, och en av de främsta kämparna om att bli en av hennes favoriter. I ett brev av den 11 maj 1573 skriver Gilbert Talbot, en samtida hovman, att earlen under den senaste tiden hade blivit mäkta populär hos drottningen och att "om det inte vore för hans brist på skarpsinne så skulle han snart bli den främste av dem alla". Oxford var en av drottningens favoriter under en period, och han vann också priser i flera av de turneringar som anordnades vid hovet.
Åren 1575–1576 reste earlen i Europa, och besökte bland annat Frankrike, Tysk romerska riket och Italien. Under denna tid uppfattades det som om Oxford hyste katolska sympatier, något som var vanligt inom den gamla högadeln.
När lorden var på väg hem blev hans skepp kapat av pirater i Engelska kanalen. När de upplystes om hans höga samhällsställning släppte de honom fri, men tog ifrån honom all egendom han fört med sig. Ytterligare kontroverser uppstod när han upptäckte att hans hustru fött en dotter under hans frånvaro, och han lät tillkännage att han separerade från henne, med äktenskapsbrott som skäl. 
I januari år 1581 anklagade earlen av Oxford två av sina katolska vänner, Lord Henry Howard och Charles Arundel, för förräderi och förde själv fram denna anklagelse till drottningen, samtidigt som han bad om förlåtelse för sin egen katolicism som han därmed tog avstånd ifrån.  Både Howard och Arundel kom senare att få pensioner från Filip II av Spanien mot att de försåg Spanien med information som skulle hjälpa Filip i hans konflikt med England, ett faktum som kan tolkas som att de ursprungliga anklagelserna mot dem år 1581 inte hade varit helt ogrundade. Efter att ha tagit tillflykt hos den spanske ambassadören, Mendoza, natten den 25 december 1580, överlämnade Arundel och Howard sig till myndigheterna och blev fängslade. De vände sig då i sin tur mot earlen av Oxford, och utpekade honom som skyldig till en mängd brott, bland annat hävdade de att han planerat att låta mörda en mängd framstående hovmän, till exempel sir Philip Sidney och Robert Dudley, 1:e earl av Leicester. Dessa anklagelser togs dock inte på allvar, även om earlen genom dessa händelser förlorade drottningens förtroende och aldrig fullständigt lyckades återvinna hennes gunst. Charles Arundel kom senare att fly från England i december år 1583, av rädsla för att fängslas. Han förklarades skyldig till högförräderi år 1585, och dog i exil i Paris år 1587. Lord Henry Howard arresterades åter år 1583 och år 1585, men stannade kvar i England under hela drottning Elisabets regeringstid. Han upphöjdes sedan till earl av hennes efterträdare, Jakob I av England.
År 1581 blev Edward de Vere, 17:e earl av Oxford far till en utomäktenskaplig son vars mor, Anne Vavasour, var en av drottningens hovdamer. Som straff för detta fick han sitta flera månader inspärrad i Towern, och han placerades därefter i husarrest och förbjöds återvända till hovet. Detta förbud kom att vara ända till den 1 juni 1583. Kring jul år 1581 försonades dock earlen och hans hustru, Anne Cecil. Affären med Anne Vavasour förläts inte lika enkelt av hennes morbror, Sir Thomas Knyvet, en hovman som stod högt i gunst hos drottningen, utan gatustrider mellan dennes anhängare och Oxfords anhängare bröt ut. Den 3 mars 1582 duellerade Oxford och Knyvet, varvid båda männen sårades. Oxfords skador kan ha orsakat den förlamning som han nämner i ett brev till Lord Burghley den 25 mars 1595.

## Senare år och död

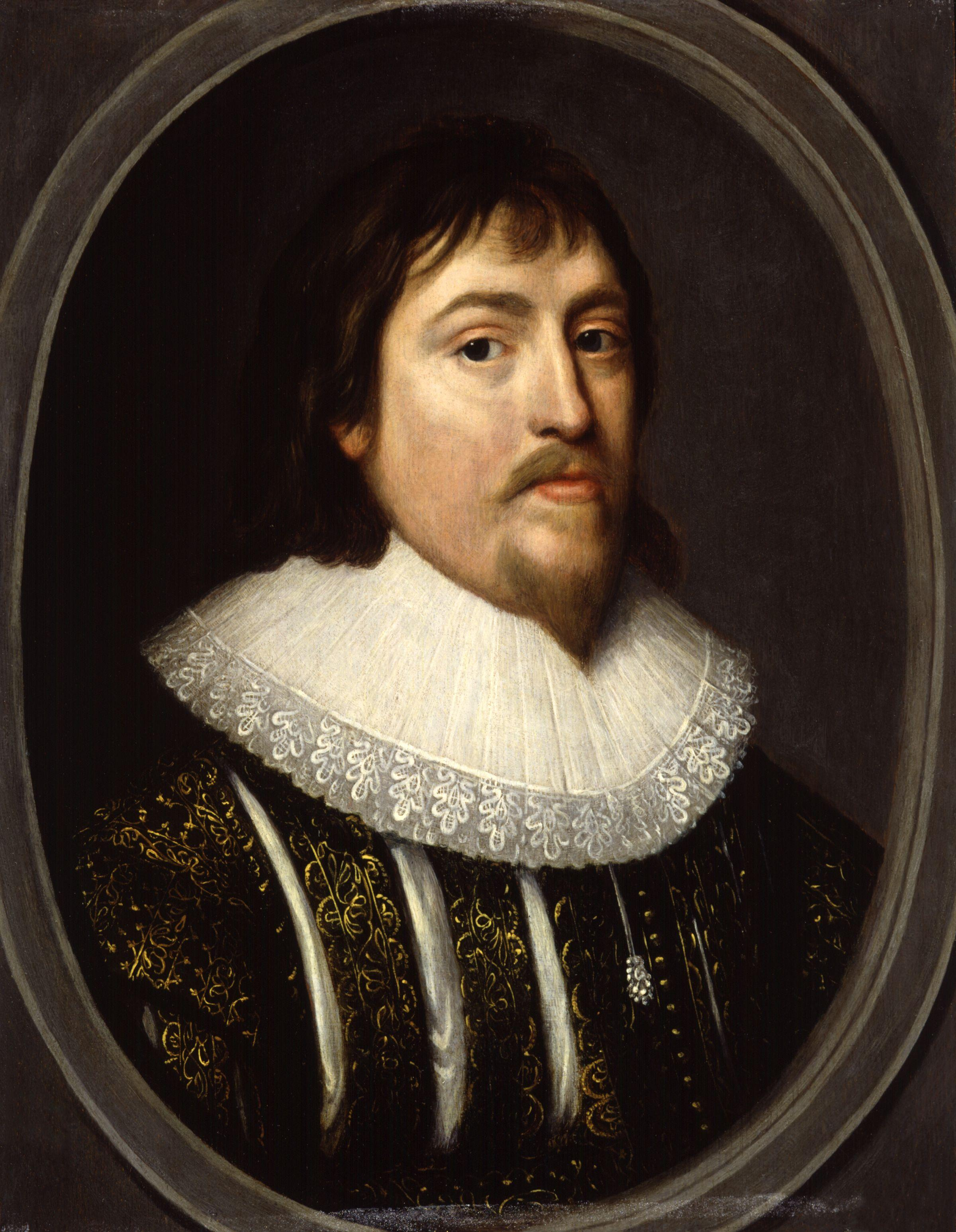
Porträtt av Henry de Vere, 18:e earl av Oxford.

År 1585 fick Edward de Vere, 17:e earl av Oxford befäl över en militär styrka i  Flandern, och han tjänstgjorde även senare under slaget mot den spanska armadan år 1588. Hans första hustru Anne Cecil avled år 1588 vid 32 års ålder, och Oxford gifte om sig med Elizabeth Trentham, en av drottningens hovdamer, så kallade Maids of Honour, år 1591. I detta äktenskap avlades earlens arvinge, Henry, Lord Vere, som senare kom att bli 18:e earl av Oxford.
Earlen av Oxfords omfattande mecenatskap, och vad som av källorna framstår som vanskötsel av earlens egendomar, ledde till att han hamnade i ekonomiska svårigheter, och år 1586 beviljades han en årlig livränta à 1000 pund av drottningen. Det har hävdats att denna livränta ska ha utbetalats som tack för att earlen understödde en grupp författare och en skådespelartrupp, och att den obemärkthet som han tillbringade sina sista levnadsår i kan förklaras med att hans tid allt mer kom att upptas av ett litterärt författarskap, främst inriktat mot dramatik. Som angetts ovan var han en framstående kulturmecenat, och han understödde bland andra Edmund Spenser, Arthur Golding och Thomas Churchyard. Utöver att understödja författarna John Lyly och Anthony Munday, vilka båda anses ha varit viktiga inspirationskällor för William Shakespeare, så anställde han periodvis båda dessa dramatiker som sekreterare. Det är dock inte känt hur lång tid de var i earlens tjänst.
Edward de Vere, 17:e earl av Oxford verkade kunna se fram emot större framgångar under kung Jakob I, vars ställning som tronföljare earlen öppet verkat för, än vad han hade lyckats få under drottning Elisabets sista regeringsår. Den 18 juli 1603 beviljade den nye kungen den ansökan Oxford under många år framställt om att återfå ställningen som förvaltare av flera av kronans egendomar, till exempel Waltham Forest och Havering, och den 2 augusti 1603 fastställde kungen att earlen även fortsättningsvis skulle få den kungliga livräntan om  1000 pund. Mindre än ett år senare avled Oxford den 24 juni 1604 under en vistelse i Brooke House i Hackney. Dödsorsaken är okänd. Han begravdes den 6 juli i St John-at-Hackney.

## Författarskap
Edward de Vere, 17:e earl av Oxford beskrevs redan under sin levnad som en poet och dramatiker, även om mycket lite av hans poesi, och inga av hans pjäser har överlevt, åtminstone inte under hans eget namn. Redan under earlens levnadstid påpekade dock en anonym författare (ofta identifierad som George Puttenham) i verket  Arte of English Poesie (1589), att:
| ” | Svenska, översättning: Jag känner till många framstående hovmän som har skrivit förträffliga verk, men utan att publicera dem, eller som låtit utge desamma under antagna namn, då det anses vara till nackdel för en gentleman att framstå som akademisk eller som amatör inom de sköna konsterna. Engelska, original: So as I know very many notable gentlemen in the Court that have written commendably and suppressed it agayne, or els sufred it to be publisht without their own names to it, as it were a discredit for a gentleman, to seeme learned, and to show himselfe amorous of any good Art. | „ |

Längre fram i boken fortsätter författaren: 
| ” | Svenska, översättning: Och under denna Hennes Majestäts regeringstid har en stor grupp vuxit fram, bestående av Hennes Majestäts egna tjänare och hovmän, som har skrivit texter av mycket hög kvalitet vilket skulle framgå av deras verk om dessa kunde publiceras och tillkännages. Den främste av dessa är den ädle gentlemannen Edwarde, earl av Oxford. Engelska, original: And in her Majesties time that now is are sprong up an other crew of Courtly makers Noble men and Gentlemen of her Majesties owne servauntes, who have written excellently well as it would appeare if their doings could be found out and made publicke with the rest, of which number is first that noble Gentleman Edward Earle of Oxford. (STC 20519). | „ |

Han var uppenbarligen en produktiv författare, och bland de verk som tillskrivits honom återfinns de som publicerades år 1589 under pseudonymen "Pasquill Cavaliero of England." Några historiker har hävdat att earlen även var delaktig i tillkomsten av den diktsamling som år 1573 utgavs och tillskrevs soldaten tillika poeten  George Gascoigne, Hundreth Sundrie Flowres., även om denna teori inte vunnit allmänt erkännande.
Endast en liten samling dikter av Edward de Vere finns bevarade under hans eget namn. Tillkomstdatum, och i vissa fall även författarskapet, för dessa dikter är osäkra, de flesta av dikterna är signerade antingen "Earle of Oxenforde" eller "E.O.". Under hans levnad hyllades Oxford av andra engelska poeter, både för hans generösa mecenatskap och för hans egna litterära, akademiska och musikaliska insatser (se till exempel en av de i brevform bifogade sonetterna till Edmund Spensers Faerie Queene).
Den del av hans korrespondens som överlevt rör sig huvudsakligen om earlens affärer, såsom de olika handelsmonopol han periodvis tillerkänts av kronan, och hans önskan om att skaffa sig ytterligare sådana samt även hans vilja att få något av de eftertraktade förvaltningsskapen av kronogods. Oxford hade tagit på sig ekonomiskt ansvar för både teatersällskap som spelade för vuxna, och sällskap som huvudsakligen riktade sig till en yngre publik, och ett brev från drottningens Privy council visar att han personligen försökt utvinna rätt för ännu ett teatersällskap att ge föreställningar på puben "the Bores head":
| ” | Svenska, översättning: Har tillsammans beslutat gällande detta Sällskap (vilka tillerkänts dispens, enligt Hennes Majestäts önskan att bifalla förfrågan från earlen av Oxford, trots de begränsningar som beslutats,) som i nuläget inte har en fastställd spellokal, utan byter skådeplats vartefter, vilket bringar oreda och förargelse i likhet med andra Sällskap som har samma bruk, varför dessa Sällskap tilldelats ... en enda skådeplats. Vi beordrar därför att detta tredje Sällskap i enlighet med detta fortsättningsvis ska nyttja en och samma skådeplats, och då det kommit till vår kännedom att the Bores head är den plats som främst har använts och som de tycker bäst om beslutar vi härmed att detta må bli den plats som hänvisas dem och att de strängt må tillhållas att hädanefter endast sätta upp sina föreställningar där, om de vill behålla sin dispens och undvika att väcka förargelse framdeles. Engelska, original: beinge joyned by agreement togeather in on Companie (to whom, upon noteice of her Maiesties pleasure at the suit of the Earl of Oxford, tolleracion hath ben thought meete to be graunted, notwithstandinge the restraint of our said former Orders), doe no tye them selfs to one certaine place and howse, but do chainge their place at there owne disposition, which is as disorderly and offensive as the former offence of many howses, and as the other Companies that are allowed ... be appointed there certine howses and one and no more to each Company. Soe we do straighly require that this third Companie be likewise to one place and because we are informed the house called the Bores head is the place they have especially used and doe best like of, we doe pray and require yow that the said howse ... may be assigned to them, and that they be very straightlie Charged to use and exercise there plays in no other but that howse, as they looke to have that tolleracion continued and avoid farther displeasure. | „ |

Två av de Veres litterära brev publicerades år 1571 (eller 1572 enligt den gamla kalendern) och 1573. Det första av dessa skrevs på latin och är en dedikation, i form av en epistel, till Bartholomew Clerkes latinska översättning av Baldassare Castigliones Il Cortegiano (Hovmannen), medan det andra, författat på engelska med bifogade verser, var en epistel skriven till Thomas Bedingfields engelska översättning av Cardanus' Comfort (från latinets De consolatione libri tres av den italienska matematikern och fysikern Girolamo Cardano).  Det senare verket, som publicerades på earlen av Oxfords befallning, har ibland refererats till av forskare som “Hamlet’s book” på grund av vissa tydliga likheter vad gäller uttryck och filosofiskt innehåll mellan denna text och Shakespeares pjäs.

## Frågan om Shakespeares författarskap
Ända sedan 1700-talet har en debatt pågått kring huruvida de verk som tillskrivits William Shakespeare från Stratford-upon-Avon i verkligheten skrivits av någon annan författare, eller en grupp författare. År 1920 lade forskaren J. Thomas Looney fram teorin att Edward de Vere, 17:e earl av Oxford var den verklige upphovsmannen till Shakespeares pjäser, och hans främsta argument var earlens kvalificerade utbildning i bland annat främmande språk, hans bakgrund inom teatern, de hyllningar som publicerats till Oxford och hans pjäser samt dikter, hans goda kännedom om aristokratin och dess levnadssätt samt om historia, militären och juridiken. Dessutom hävdade Looney att det förekommer uppenbara paralleller mellan Shakespeares pjäser och earlen av Oxfords levnadshistoria. Enligt denna teori hade Oxford inget val utan var tvungen att använda en pseudonym för att inte dra sitt namn i smutsen då det ansågs nedsättande för en aristokrat att öppet skriva för teatern. Detta argument har dock mött motstånd från bland annat renässansforskaren Steven W. May och litteraturhistorikern Terry Ross som menar att det motsägs av elisabetansk publiceringshistoria, men teorin har också fått många talesmän, till exempel flera litteraturforskare samt anti-Stratfordianer (det vill säga motståndare till teorin om att William Shakespeare verkligen är ensam upphovsman till samtliga de verk som tillskrivits honom).
Historikern, och experten på earlen av Oxford, Diana Price hävdar att, "Flera medlemmar av det översta skiktet inom den elisabetanska aristokratin hade rykte om sig att vara framstående poeter. Ingen av dessa publicerade dock sina verk. De dikter som tillskrivits earlen av Surrey till exempel utgavs i samlingar efter hans död. Inga av de verk som skrivits av sir Philip Sidney, sir Walter Raleigh, sir Edward Dyer, eller sir Fulke Greville, vilka alla gått till historien som bland annat poeter, lät publicera sina verk i sin egen livstid. Dessa medlemmar av aristokratin förefaller dock ha tillåtit att några av deras verk publicerades i anonyma samlingsverk, eller möjligen under pseudonym.".
Bland de framstående personer som hävdat teorin att Oxford kan vara en möjlig upphovsman till Shakespeares verk, eller delar av dem, återfinns Sigmund Freud, diplomaten Paul Nitze, domarna vid den amerikanska Högsta domstolen Harry Blackmun och John Paul Stevens, journalisten Joseph Sobran, historikern David McCullough, såväl som skådespelarna Orson Welles, Sir John Gielgud, Michael York, Jeremy Irons, Mark Rylance och Sir Derek Jacobi, som stödjer teorin att det var en grupp författare, med Oxford i spetsen, som låg bakom Shakespeares verk.
Debatten om huruvida det är möjligt att earlen av Oxford var den verklige upphovsmannen till Shakespeares verk är i hög grad pågående. Dock finns det uppenbara brister i teorin, vilket har påpekats av många framstående forskare. Till exempel har det påpekats att det faktum att Oxford avled år 1604 innebär att han inte kan ha bevittnat vissa händelser som man anser att det refereras till i pjäserna Macbeth respektive Stormen, exempelvis krutkonspirationen 1605 och upptäcktsresan till Bermuda år 1609. De som hävdar att Shakespeare faktiskt skrivit verken pekar även på de många hyllningar till William Shakespeare som publicerades av hans samtida, till exempel författare som Ben Jonson och Leonard Digges (som kallar Shakespeare för "Sweet swan of Avon!" och nämner hans  "Stratford Moniment" i utgåvan First Folio), därtill William Basse (som uttryckligen nämner Shakespeares död år 1616), och därmed bidrar till att stärka teorin att Shakespeare från Stratford faktiskt ligger bakom de verk som traditionen tillskrivit honom. 
Edward de Veres, 17:e earl av Oxford, förespråkare menar dock att modern forskning visar att inga av Shakespeares pjäser kan bevisas vara baserade på källmaterial daterat senare än år 1604, det vill säga året för Oxfords död. Dessutom har några av de forskare som på senare år skrivit biografier över Oxford, William Farina och Mark Anderson framfört forskning som påvisar att den dittills regelbundna utgivningen av Shakespeares verk upphörde år 1604. Ett annat argument som framförts är att det finns tecken som kan tolkas som att den författare som kallats Shakespeare avled år 1609, till exempel utgavs detta år en samling av Shakespeares sonetter av en annan utgivare, och i denna omnämns Shakespeare i förordet som  "our ever-living poet", och epitetet "ever-living" användes vid denna tid företrädesvis för att beskriva en person som var avliden. I till exempel Henry V, omtalas den avlidne kung Henrik som "that ever-living man of memory".
Genom åren har även andra kandidater förts fram som möjliga upphovsmän till de verk som av traditionen tillskrivits Shakespeare. Däribland kan nämnas filosofen, statsmannen och författaren sir Francis Bacon, dramatikern Christopher Marlowe och Oxfords svärson earlen av Derby. Alla dessa kandidater (förutom Shakespeare från Stratford) var bekanta med varandra, umgicks i samma kretsar och har också nämnts som möjliga medlemmar av ett "författar-kooperativ" som skulle ha legat bakom Shakespeares verk. Alla dessa teorier och kandidater har dock avvisats av huvuddelen av de etablerade forskarna, även om intresset för upphovsproblemet verkar öka, både populärt och inom den akademiska världen.

## Dikter av earlen av Oxford (urval)
| ” | Namnlös Were I a king I might command content; Were I obscure unknown should be my cares, And were I dead no thoughts should me torment, Nor words, nor wrongs, nor love, nor hate, nor fears A doubtful choice for me of three things one to crave, A kingdom or a cottage or a grave. | „ |

| ” | Love Thy Choice Who taught thee first to sigh, alas, my heart ? Who taught thy tongue the woeful words of plaint ? Who filled your eyes with tears of bitter smart ? Who gave thee grief and made thy joys to faint ? Who first did paint with colours pale thy face ? Who first did break thy sleeps of quiet rest ? Above the rest in court who gave thee grace ? Who made thee strive in honour to be best ? In constant truth to bide so firm and sure, To scorn the world regarding but thy friends ? With patient mind each passion to endure, In one desire to settle to the end ? Love then thy choice wherein such choice thou bind, As nought but death may ever change thy mind. | „ |

| ” | Woman's Changeableness If women could be fair and yet not fond, Or that their love were firm not fickle, still, I would not marvel that they make men bond, By service long to purchase their good will; But when I see how frail those creatures are, I muse that men forget themselves so far. To mark the choice they make, and how they change, How oft from Phoebus do they flee to Pan, Unsettled still like haggards wild they range, These gentle birds that fly from man to man; Who would not scorn and shake them from the fist And let them fly fair fools which way they list. Yet for disport we fawn and flatter both, To pass the time when nothing else can please, And train them to our lure with subtle oath, Till, weary of their wiles, ourselves we ease; And then we say when we their fancy try, To play with fools, O what a fool was I. | „ |